# Ліса Бондер
Ліса Бондер (англ. Lisa Bonder; нар. 16 жовтня 1965) — колишня американська тенісистка.
Найвищу одиночну позицію світового рейтингу — 9 місце досягла 20 серпня 1984, парну — 158 місце — 21 грудня 1986 року.
Здобула 4 одиночні титули.
Найвищим досягненням на турнірах Великого шолома був чвертьфінал в одиночному розряді.

## Фінали Туру WTA

### Одиночний розряд: 5 (4–1)
| Легенда                       |
| Турніри Великого шолома (0–0) |
| Турніри Туру WTA (0–0)        |
| Вірджинія Слімс (4–1)         |

| Фінали за покриттям |
| Тверде (2–0)        |
| Трава (0–0)         |
| Ґрунт (1–1)         |
| Килим (1–0)         |

| Результат | W/L | Дата     | Турнір                          | Покриття  | Суперниця       | Рахунок       |
| --------- | --- | -------- | ------------------------------- | --------- | --------------- | ------------- |
| Перемога  | 1–0 | Лип 1982 | Гамбург, Західна Німеччина      | Ґрунт     | Рената Томанова | 6–3, 6–2      |
| Перемога  | 2–0 | Жов 1982 | Токіо, Японія                   | Тверде    | Шеллі Соломон   | 2–6, 6–0, 6–3 |
| Перемога  | 3–0 | Вер 1983 | Queen's Grand Prix 1983, Японія | Килим (i) | Андреа Єйгер    | 6–2, 5–7, 6–1 |
| Перемога  | 4–0 | Жов 1983 | Borden Classic 1983, Японія     | Тверде    | Лаура Аррая     | 6–1, 6–3      |
| Поразка   | 4–1 | Сер 1984 | Індіанаполіс, США               | Ґрунт     | Мануела Малеєва | 4–6, 3–6      |

### Парний розряд: 1 (0–1)
| Легенда                       |
| Турніри Великого шолома (0–0) |
| Турніри Туру WTA (0–0)        |
| Вірджинія Слімс (0–0)         |

| Фінали за покриттям |
| Тверде (0–1)        |
| Трава (0–0)         |
| Ґрунт (0–0)         |
| Килим (0–0)         |

| Результат | W/L | Дата     | Турнір          | Покриття | Партнерка   | Суперниці                                | Рахунок  |
| --------- | --- | -------- | --------------- | -------- | ----------- | ---------------------------------------- | -------- |
| Поразка   | 0–1 | Лис 1985 | Eckerd Open, US | Тверде   | Лаура Аррая | Карлінг Бассетт-Сегусо Габріела Сабатіні | 0–6, 0–6 |

## Виступи в одиночних турнірах Великого шолома
| W | Ф | ПФ | ЧФ | #Р | КТ | К# | DNQ | A | NH |

| Турнір                                 | 1981  | 1982  | 1983  | 1984  | 1985  | 1986  | 1987  | 1988  | 1989  | 1990  | 1991  | Career SR |
| -------------------------------------- | ----- | ----- | ----- | ----- | ----- | ----- | ----- | ----- | ----- | ----- | ----- | --------- |
| Відкритий чемпіонат Австралії з тенісу |       |       |       |       | 2р    | NH    |       |       |       |       |       | 0 / 1     |
| Відкритий чемпіонат Франції з тенісу   |       | 3р    | 3р    | ЧФ    | 2р    | 3р    | 2р    | 1р    |       |       |       | 0 / 7     |
| Вімблдонський турнір                   |       | 1р    | 2р    | 3р    | 1р    | 2р    | 1р    |       |       |       | 1р    | 0 / 7     |
| Відкритий чемпіонат США з тенісу       | 1р    | 2р    | 2р    | 2р    | 2р    | 3р    | 3р    | 1р    |       |       | 1р    | 0 / 9     |
| SR                                     | 0 / 1 | 0 / 3 | 0 / 3 | 0 / 3 | 0 / 4 | 0 / 3 | 0 / 3 | 0 / 2 | 0 / 0 | 0 / 0 | 0 / 2 | 0 / 24    |
| Рейтинг на кінець року                 | 122   | 41    | 34    | 16    | 36    | 55    | 49    | 126   | 300   | 303   | 110   |           |